# Öömrang
Öömrang (på dansk Amring, Amrumfrisisk eller Ømrang) er en nordfrisisk dialekt på øen Amrum. Cirka 800 amringer taler denne frisiske variant. Sproget kom til øen med frisiske indvandrere fra sydvest, som bosatte sig her som kongefrisere efter 800. I 1974 stiftedes Öömrang Ferian (Amring Forening), som driver ømuseet Öömrang Hüs.
På øens grundskole Öömrang Skuul undervises på amrumfrisisk.

## Skrivemåde
Den nordfrisiske ortografi afviger lidt fra den danske og den tyske. En kort stavelse betegnes ved en enkelt vokal og en lang stavelse betegnes ved en dobbelt vokal (for eksempel i skuul, skole). Konsonantfordobling findes ikke.
I öömrang findes mange diftonger og en enkelt triftong uai (for eksempel i spuai, at spå). Dialekten har mange omlyde.

## Karakteristika
Öömrang har kun en ubestemt artikel an (for eksempel an sark, en kirke). Men der er to forskellige former for bestemte artikler på öömrang. Den ene form er den situationsbetingede dentalløse a ved fælleskøn eller at ved intetkøn (for eksempel i a prääster, præsten eller  at hood, hovedet) og den anden er den baggrundsbetingede dentalartikel de ved fælleskøn eller det ved intetkøn (for eksempel di ual maan, den gamle mand eller det ual dör, den gamle dør). Den dentalløse artikel a ligner det jyske æ.
Substantivets flertalform bliver ved maskuline substantiver dannet som på dansk med -er (for eksempel aapel, aapler, æble, æbler) og ved feminine eller enkelte maskuline substantiver som på tysk med -en (for eksempel büür, büüren, bonde, bønder). En anden flertalsform er som på engelsk -s (for eksempel naiber, naibers, nabo, naboer).
Det amrumfrisiske verbum har to forskellige infinitiver. Infinitiv I slutter på -i. Ved Infinitiv II bruges som i oldengelsk efter infinitivmærket tu en lang form med -n eller -en (for eksempel swaari, at svare eller am tu swaarin, for at svare). Præsens bliver dannet på samme måde som infinitiv I (eksempel ik swaari, dü swaarest, hi swaaret, wi swaari, jeg/du/han/vi svarer).
De personlige stedord er ik, mi i 1. person, dü, di i 2. person og hi, ham i 3. person maskulinum. De påpegende stedord dihir, jühir, dethir (den her, det her) i singularis eller dönhir (de her) i pluralis blev dannet efter dansk mønster.
Öömrang har det rullende r.

### Eksempler på sproglige relationer
Nordfrisisk er (ligesom engelsk, nederlandsk og nedertysk) et vestgermansk / nordsøgermansk sprog, men har også mange danske/nordiske påvirkninger. Der var sandsynligvis tidligere også et nordisk befolkning på øen, som blev etnisk/sprogligt assimileret af friserne og som efterlod mange spor i nordfrisernes ordforråd 
Nedenfor eksempler fra amrumfrisisk/öömrang:
- engelsk
  - wäärnsdai, onsdag, efter, efter, tus, tand, kai, nøgle

- tysk / nedertysk
  - bian, fiskeben, frinjskap, slægtskab, tu hööw gung, gå til kirke / kirkegangen

- dansk-jysk, nedertysk eller nederlandsk
  - foomen, pige, kleeb, kys, jonk, mørk, trinj, rund, ial, ild

- dansk-jysk
  - dring, dreng, jul, jul, bradlep, bryllup

- nedertysk
  - boowen, oven/oppe, snaake, tale/snakke, dörnsk, dørns/dagligstue

- nederlandsk
  - eilun, ø, kop, kop, klöör, farve

- amrumfrisiske ord uden ækvivalenter på andre sprog
  - gratem, høj, stirme, lugte, aran, hjemme

- Nye kreationer
  - Efter anden verdenskrig var der forsøg på at oversætte moderne (tyske) neologismer til amrumfrisisk: romelwaanj (omtrent: rumlevogn) blev foreslået for bil, og widjluker blev foreslået for fjernsyn. Disse udtryk har ikke kunnet gøre sig gældende, og i stedet bruges mest tysksprogede fremmedord for dem på amrumfrisisk/öömrang i dag, såvel som for andre moderne udtryk.

## Talord
De vigtigste talord på öömrang og dansk er:
| Kardinaltal | Öömrang       | Dansk       |
| ----------- | ------------- | ----------- |
| 1           | ään eller ian | en eller et |
| 2           | tau           | to          |
| 3           | trii          | tre         |
| 4           | sjauer        | fire        |
| 5           | fiiw          | fem         |
| 6           | sääks         | seks        |
| 7           | sööwen        | syv         |
| 8           | aacht         | otte        |
| 9           | njügen        | ni          |
| 10          | tjiin         | ti          |
| 11          | elwen         | elleve      |
| 12          | twaalew       | tolv        |
| 13          | trataanj      | tretten     |
| 20          | twunteg       | tyve        |
| 21          | ianantwunteg  | enogtyve    |
| 30          | dörteg        | tredive     |
| 50          | föfteg        | halvtreds   |
| 80          | tachenteg     | firs        |
| 100         | hunert        | hundred     |
| 1000        | düüsen        | et tusind   |